# Kosmische Geodäsie
Die kosmische Geodäsie umfasst alle Verfahren der Geodäsie, geodätischen Astronomie und Satellitenortung, die auf Messungen zu extraterrestrischen Körpern beruhen.

## Geschichte
Der Begriff wurde vor allem durch Alfred Berroth und Walter Hofmann geprägt, die 1960 das gleichnamige, weit in die Zukunft reichende Standardwerk (siehe Literatur) veröffentlichten. Durch die seither zunächst unerwartet starke Entwicklung der Satellitengeodäsie hat sich der Schwerpunkt des Faches allerdings von den „Finsternismethoden“ – die heute eher zur Astronomie zurückgewandert sind – und den Verfahren der Mondparallaxe zu den Messungen und Bahnbewegungen der künstlichen Satelliten verschoben.

## Teilgebiete
Was die heutigen Forschungs- und universitären Lehrthemen betrifft, beinhaltet „kosmische Geodäsie“ derzeit
- die geodätische Astronomie und geometrische Geoidbestimmung,
- die geodätische Anwendung von Stern- und Sonnenfinsternissen,
- die gesamte Satellitengeodäsie (geometrisch und dynamisch, Methoden der Mondparallaxe),
- Großteile der operativen Satellitenortung (GPS, GLONASS, Galileo, Doppler- und Laser-Ranging etc.),
- die messtechnische Seite der geodätischen Bezugsysteme und die Überwachung der Erdrotation,
- und die geodätische Anwendung des VLBI (Interferometrie von Quasaren).

Neue, derzeit noch nicht absehbare Entwicklungen sind aber nicht auszuschließen.
Die obige Zuordnung ist in der Geodäsie weitgehend unbestritten und umfasst somit einen Großteil der höheren Geodäsie und kleine Teile der Ingenieurgeodäsie. Die akademische Lehre teilt jedoch das Fach meist in Vorlesungs-/Übungseinheiten zur Astro- bzw. Satellitengeodäsie, zur Präzisionsortung (bzw. -Navigation) und zu VLBI/Astrometrie, wobei der Überbegriff „kosmisch“ auch unterbleiben kann.